# Mathias Wecxsteen
Mathias Wecxsteen (* 15. März 1980) ist ein ehemaliger französischer Freestyle-Skier. Er war auf die Disziplin Halfpipe spezialisiert, in der er 2003/04 sowohl den ersten Weltcup als auch die erste Disziplinenwertung und 2005 den ersten Weltmeistertitel gewann.

## Biografie
Mathias Wecxsteen stieg Ende November 2003 in den Freestyle-Skiing-Weltcup ein. In Saas Fee gewann er am 22. November mit 82 Punkten den ersten Halfpipe-Weltcup der Geschichte und führte dabei einen französischen Vierfachsieg an. Beim zweiten Wettkampf im März 2004 in Les Contamines musste er sich bei einem Fünffachsieg seiner Landsleute mit Rang zwölf begnügen. Nur fünf Tage später gelang Wecxsteen in Bardonecchia mit 89,4 Punkten sein zweiter Sieg, womit er auch die Disziplinenwertung für sich entschied. Im Gesamtweltcup belegte er hinter dem kanadischen Aerials-Spezialisten Steve Omischl Rang zwei. Im Winter 2005 trat er bei den X Games in Aspen in der SuperPipe an und wurde Zwölfter. Bei den Weltmeisterschaften in Ruka im darauffolgenden März kürte er sich zum ersten Titelträger in der Halfpipe. Erst in der Saison 2007/08 trat er wieder im Weltcup an, konnte aber nicht mehr an frühere Erfolge anknüpfen. Bei den Weltmeisterschaften in Inawashiro wurde er Elfter. 2015 betritt er mit dem Slopestyle in Vars seinen letzten FIS-Wettkampf. 
Nach seiner aktiven Laufbahn engagiert sich Wecxsteen weiterhin für den Freestyle-Sport. In seiner Heimat gründete er den Verein Free Snow Gap-Les Orres, der die Jugendarbeit in den französischen Alpen forcieren soll. Daneben reaktivierte er die Atmo Tour PACA, eine Art regionale Meisterschaft für Nachwuchstalente.

## Erfolge

### Weltmeisterschaften
- Ruka 2005: 1. Halfpipe
- Inawashario 2009: 11. Halfpipe

### Weltcupwertungen
| Saison  | Gesamt | Gesamt | Halfpipe | Halfpipe |
| Saison  | Platz  | Punkte | Platz    | Punkte   |
| ------- | ------ | ------ | -------- | -------- |
| 2003/04 | 2.     | 74     | 1.       | 222      |
| 2007/08 | 141.   | 3      | 23.      | 16       |
| 2008/09 | 109.   | 6      | 18.      | 32       |

### Weltcupsiege
| Datum             | Ort          | Land    | Disziplin |
| ----------------- | ------------ | ------- | --------- |
| 22. November 2003 | Saas Fee     | Schweiz | Halfpipe  |
| 13. März 2004     | Bardonecchia | Italien | Halfpipe  |